# Antoinette Gilles
Pour les articles homonymes, voir Gilles.
Antoinette Gilles, née le 15 novembre 1893 à Paris et décédée le 23 avril 1939 à Gentilly, est une militante communiste française qui exerça différents rôles au sein de l’Union fraternelle des femmes contre la guerre impérialiste et de la Fédération nationale de l’Alimentation.

## Biographie

### Adhésion au Parti communiste
Antoinette Gilles rejoint le Parti communiste français en 1925 alors qu'elle est employée de banque pour Banco di Roma à Paris.
Devant sa motivation, ses talents de dactylographe sont mis à profit par le rayon et Georges Beaugrand lui demande d'aider au siège.

### Engagement au sein du Parti communiste
Antoinette Gilles travaille étroitement avec Georges Beaugrand qui devient ensuite député. Elle adhère à la CGT pour pouvoir l'informer sur ce syndicat.
En 1927, elle change de travail et travaille aux Halles pour un poissonnier et rejoint un autre syndicat.
En parallèle, elle écrit pour le journal communiste l’Ouvrière.
À la demande du Parti communiste, elle met en place et préside l’Union fraternelle des femmes contre la guerre impérialiste en 1927,. Grâce à ses talents de militante, en particulier avec les milieux féministes, cette structure se targue de 1 500 adhérents et 74 sections en 1930,,.

### Engagements syndicalistes
En 1934, Antoinette Gilles devient secrétaire du Comité mondial des femmes contre la guerre et le fascisme. En 1936, elle est élue secrétaire de la Fédération nationale de l’Alimentation.
Cette même année, elle participe au congrès d’unité syndicale de Toulouse et au congrès du Rassemblement universel pour la Paix à Bruxelles.

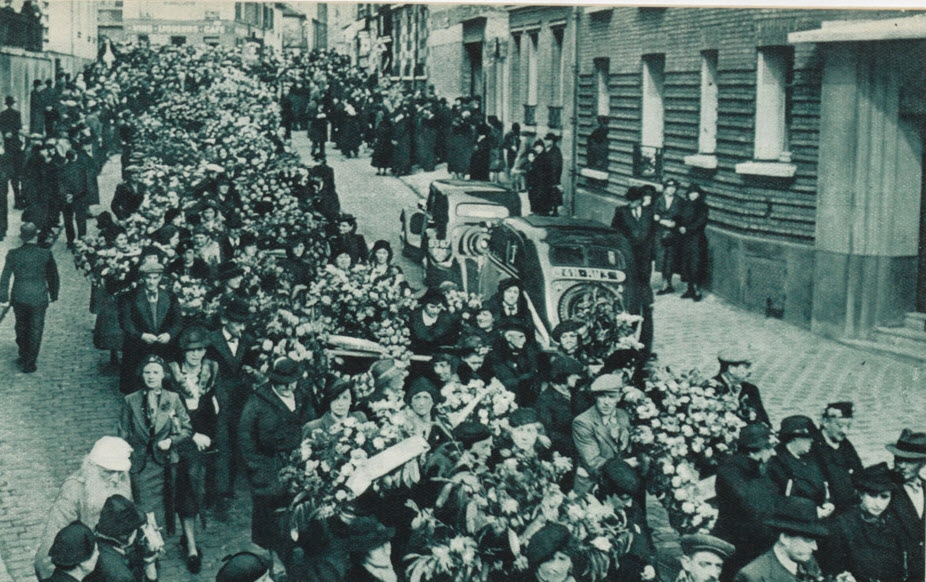
Cortège funèbre pour l'inhumation d'Antoinette Gilles.

### Vie privée
En 1927, Antoinette Gilles et Georges Beaugrand, divorcé, vivent ensemble passage Puéblo après s’être rencontrés au premier rayon communiste. Ils ont deux enfants ensemble.